# George Stevenson (football)
Ne doit pas être confondu avec George Stevenson.
Pour les articles homonymes, voir George Stevenson et Stevenson.
George Stevenson est un footballeur international puis entraîneur écossais, né le 4 avril 1905 à Kilbirnie et mort le 10 mai 1990. Évoluant au poste d’attaquant, il est l’homme d’un seul club, n’ayant connu que Motherwell, 16 saisons comme joueur et 9 saisons comme entraîneur.
Il compte 12 sélections pour 4 buts inscrits en équipe d'Écosse.

## Biographie

### Carrière en club
Natif de Kilbirnie, en Écosse, il s’engage en 1923 pour Motherwell où il passera la totalité de sa carrière, y remportant un titre de champion d’Écosse en 1931-32, ce qui constitue le premier titre (et pour l’instant le seul) pour les Steelmen.
Il arrête sa carrière de joueur à la fin de la saison 1938-39, à 34 ans, à cause aussi du début de la Seconde Guerre mondiale. Il joue un total de 573 matches officiels pour Motherwell (dont 510 en championnat pour 169 buts inscrits).
Juste après la fin des hostilités, pour la première saison du championnat écossais après la Seconde Guerre mondiale, il devint l’entraîneur de son club de toujours, Motherwell.
Sous sa direction, le club remporta une Coupe d'Écosse et une Coupe de la Ligue écossaise. Mais il connut une relégation en deuxième division à la suite de la 1952-53 suivie par une remontée directe. Toutefois, il démissionna de son poste à la suite d'un mauvais début de 1954-55.
Son père et son frère John Stevenson (en) étaient aussi footballeurs, ayant joué pour les clubs anglais de Sunderland pour son père et Accrington pour son frère.

### Carrière internationale
George Stevenson reçoit 12 sélections en faveur de l'équipe d'Écosse. Il joue son premier match le 29 octobre 1927, pour un match nul 2-2, au Racecourse Ground de Wrexham, contre le Pays de Galles en British Home Championship. Il reçoit sa dernière sélection le 20 octobre 1934, pour une défaite 2-1, au Windsor Park de Belfast, contre l'Irlande en British Home Championship. Il inscrit 4 buts lors de ses 12 sélections. À chaque fois qu'il a marqué, l'équipe d'Écosse s'est imposée. Il a marqué un but international dans chacun des trois grands stades de Glasgow, Hampden Park, le Celtic Park et Ibrox Park.
Il participe avec l'Écosse aux British Home Championships de 1928, 1930, 1931, 1933 et 1934. 

#### Buts internationaux
| no | Date              | Lieu                       | Adversaire     | Score final | Compétition               |
| -- | ----------------- | -------------------------- | -------------- | ----------- | ------------------------- |
| 1  | 22 février 1930   | Celtic Park, Glasgow       | Irlande        | 3-1         | British Home Championship |
| 2  | 28 mars 1931      | Hampden Park, Glasgow      | Angleterre     | 2-0         | British Home Championship |
| 3  | 19 septembre 1931 | Ibrox Park, Glasgow        | Irlande        | 3-1         | British Home Championship |
| 4  | 31 octobre 1931   | Racecourse Ground, Wrexham | Pays de Galles | 3-2         | British Home Championship |

## Palmarès

### Comme joueur
- Motherwell :
  - Champion d'Écosse en 1931-32
  - Finaliste de la Coupe d'Écosse en 1931, 1933 et 1939
  - Vainqueur de la Lanarkshire Cup (en) en 1927, 1928, 1929, 1930, 1932, 1933 et 1937

### Comme entraîneur
- Motherwell :
  - Vainqueur de la Coupe d'Écosse en 1952
  - Vainqueur de la Coupe de la Ligue écossaise en 1951
  - Champion de deuxième division écossaise en 1953-54
  - Finaliste de la Coupe d'Écosse en 1951
  - Finaliste de la Coupe de la Ligue écossaise en 1954
  - Vainqueur de la Lanarkshire Cup (en) en 1950, 1952, 1953 et 1954